# الطاهي (فلم 2017)
الطاهي (بالإنجليزية: Chef) هو فيلم كوميدي درامي هندي باللغة الهندية صدر عام 2017 وشارك في إنتاجه وإخراجه رجا كريشنا مينون. إنه إعادة إنتاج رسمية للفيلم الأمريكي الذي يحمل نفس الاسم والذي صدر عام 2014.الفيلم من بطولة سيف علي خان في الدور الرئيسي.
بدأ التصوير الرئيسي للفيلم في أكتوبر 2016 في كوتشي.أصدر الفيلم في 6 أكتوبر 2017.لم يحقق الفيلم أداءً جيدًا في شباك التذاكر.

## قصة
روشان كالرا (سيف علي خان) هو طاهٍ محترف، وبالنسبة له، الطعام والحب والعمل كلهم يسيرون معًا. شغفه تجاه حياته المهنية يفوق كل شيء في حياته، حتى عائلته. يعيش بعيدًا عن زوجته رادها مينون (بادمابريا) وابنه آري (سفار كامبل). بعد فترة طويلة، يقرر زيارة ابنه في كوتشي ويقضيان وقتًا ممتعًا معًا. ولكن سرعان ما أدرك أنه حان وقت العودة إلى العمل. يشعر أنه في خضم ملاحقته لشغفه وطموحه، فقد الكثير من الوقت الذي كان يقضيه مع آري.
وهكذا، قرر روشان البقاء معه وفتح شاحنة طعام تخدم غرضيه في الحياة - طهي الطعام والبقاء مع ابنه.

## طاقم التمثيل
- سيف علي خان بدور روشان كالرا
- بادمابريا جاناكيرمان بدور رادها مينون
- سفار كامبل في دور أرمان كالرا (آري)
- شاندان روي سانيال بدور نزرول
- دينيش برابهاكار بدور أليكس أومين
- ميليند سومان بدور بيجو
- سوبهيتا دهوليبالا بدور فيني
- رامجوبال باجاج بدور السيد كالرا، والد روشان
- باوان شوبرا بدور سونيل مانوهاري
- شايان مونشي بدور براتيك
- راغو ديكسيت بنفسه
- نيها ساكسينا بدور نيها (حجاب)
- أبهيشيك كومار في دور دابا نادل
- لوكيش ميتال في دور ابن دهبا  مالك
- راماشاندران بي بي بدور أنيليتان
- م.  جوبالاكريشنان كزعيم للاتحاد
- نيشاد راج رانا في دور تشودري (شرطي دلهي)
- راجات أجاي بوس

## روابط خارجية
- مقالات تستعمل روابط فنية بلا صلة مع ويكي بيانات